# Круа-де-Шаво (станция метро)
Круа-де-Шаво (фр. Croix de Chavaux) — станция линии 9 Парижского метрополитена, расположенная в коммуне Монтрёй. Названа по историческому названию площади Жака Дюкло данной коммуны (Круа-де-Шаво), на которой сходятся сразу шесть улиц Монтрёя.

## История
- Станция открылась 14 октября 1937 года в составе пускового участка Порт-де-Монтрёй — Мэри-де-Монтрёй линии 9[2].
- Пассажиропоток по станции по входу в 2011 году, по данным RATP, составил 4 978 787 человек[3]. В 2013 году этот показатель вырос до 5 167 717 пассажиров (80 место по уровню входного пассажиропотока в Парижском метро).[4]

## Галерея

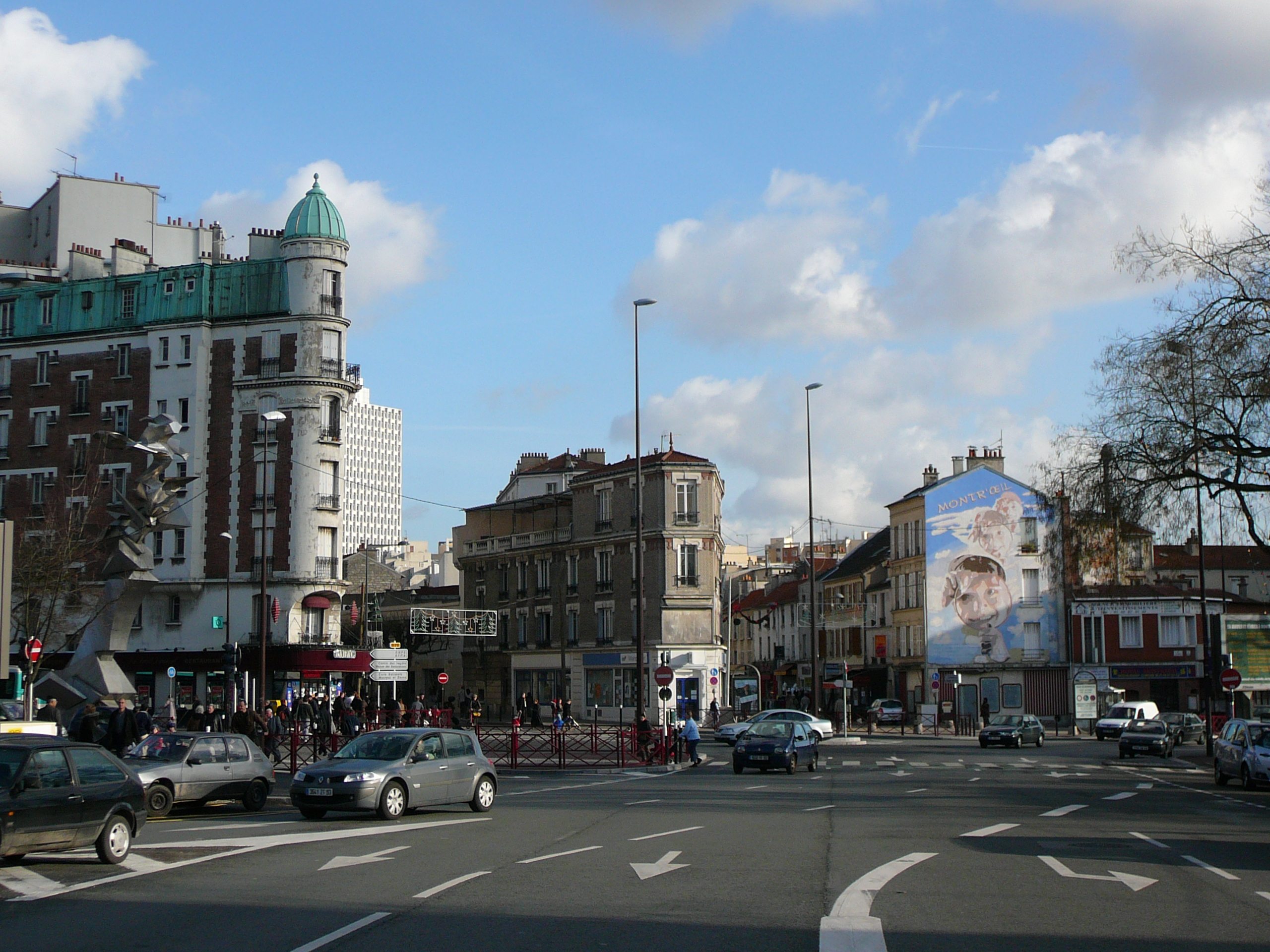
Окрестности выхода со станции